# Siwkowice
Siwkowice – wieś sołecka w Polsce położona w województwie zachodniopomorskim, w powiecie łobeskim, w gminie Resko.
W latach 1975–1998 miejscowość administracyjnie należała do województwa szczecińskiego.
We wsi znajduje się cmentarz żydowski, o powierzchni 0,5 ha (ogrodzony; nie zachował się żaden nagrobek).

## Zabytki
- Kościół romański z pocz. XIV w. z masywną wieżą obronną szerokości nawy. Wystrój z XVIII i XIX w. Zwraca uwagę empora kolatorska[4].